# Балш (Олт)
Балш (рум. Balş) насеље је у Румунији у округу Олт у општини Балш. Oпштина се налази на надморској висини од 133 m.

## Становништво
Према подацима из 2002. године у насељу је живело 19383 становника.

### Попис2002.
| Расподела становништва по националности 2002.‍ | Расподела становништва по националности 2002.‍ | Расподела становништва по националности 2002.‍ | Расподела становништва по националности 2002.‍ | Расподела становништва по националности 2002.‍ |
| --------------------------------------------- | --------------------------------------------- | --------------------------------------------- | --------------------------------------------- | --------------------------------------------- |
|                                               |                                               |                                               |                                               |                                               |
| Румуни                                        | Румуни                                        |                                               | 18.863                                        | 97,3%                                         |
| Мађари                                        | Мађари                                        |                                               | 6                                             | 0,0%                                          |
| Роми                                          | Роми                                          |                                               | 509                                           | 2,6%                                          |